# Roberto Antonelli (Schauspieler)
Roberto Antonelli (* 14. Juni 1938 in Campobasso) ist ein italienischer Schauspieler.
Antonelli besuchte die Accademia Nazionale d'Arte Drammatica und spielte zwischen 1967 und 2012 25 Rollen in Film und Fernsehen. Er wirkte 1967 und 1968 in zwei Shakespeare-Verfilmungen mit. Seine wenigen anderen Rollen erfolgten als Charakterdarsteller; seit Mitte der 1980er Jahre machte er sich noch rarer als zuvor.
Als Theaterschauspieler war er vielbeschäftigt und als Protagonist in Stücken von Pirandello, Pavese, Bertolt Brecht, Gogol und wiederum Shakespeare (neben vielen anderen) zu sehen. Häufig arbeitete er mit Giuseppe Patroni Griffi zusammen.

## Filmografie (Auswahl)
- 1975: Die Sexmaschine (Conviene far bene l’amore)
- 1976: Hector, der Ritter ohne Furcht und Tadel (Il soldato di ventzra)
- 1999: Dear World!
- 2012: Il Respiro dell'arco (Kurzfilm)